# Île Torup
L'île Torup (en russe : Остров Торупа, Ostrov Toroupa) est une île de la terre François-Joseph.

## Géographie
Située dans le détroit Triningen dans la partie nord de la Terre de Zichy, entre les île Karl-Alexander et Hohenlohe, elle est de forme allongée et s'étend sur 1,5 km de longueur et 600 m de largeur. Elle est libre de glace. Son point culminant est un rocher de 128 m de haut situé au sud.  

## Histoire
Découverte le 17 août 1895 par Fridtjof Nansen et Otto Sverdrup, elle a été nommée en l'honneur du physiologiste norvégien Sophus Torup (1861-1937) ami de Fridtjof Nansen qui supervisa les travaux de Roald Amundsen. Frederick Jackson la visite en 1896. 